# Старые Челны (Алькеевский район)
Ста́рые Челны́ (тат. Иске Чаллы) — село в России в Алькеевском районе Республики Татарстан. Административный центр муниципального образования «Старочелнинское сельское поселение».

## История
В «Списке населенных мест по сведениям 1859 года», изданном в 1866 году, населённый пункт упомянут как казённая деревня Старые Челны Мрясовые 2-го стана Спасского уезда Казанской губернии. Располагалась при реке Большой Челне, на просёлочном тракте в село Билярск, в 51 версте от уездного города Спасска и в 15 верстах от становой квартиры в казённой деревне Матаки Базарные. В деревне в 130 дворах жили 861 человек (450 мужчин и 411 женщин). Была мечеть.

## Население
| 1782 | 1859 | 1897 | 1908 | 1920 | 1926 | 1938 | 1949 | 1958 | 1970 | 1979 | 1989 | 2002 | 2010 | 2015 |
| ---- | ---- | ---- | ---- | ---- | ---- | ---- | ---- | ---- | ---- | ---- | ---- | ---- | ---- | ---- |
| 117  | 784  | 1110 | 1187 | 1157 | 803  | 826  | 754  | 822  | 716  | 567  | 377  | 308  | 234  | 247  |

Национальный состав села: татары.